# Palos Altos, Guerrero
Palos Altos är en ort i Mexiko.   Den ligger i kommunen San Miguel Totolapan och delstaten Guerrero, i den södra delen av landet, 240 km sydväst om huvudstaden Mexico City. Palos Altos ligger 2 565 meter över havet och antalet invånare är 255.
Terrängen runt Palos Altos är huvudsakligen bergig, men söderut är den kuperad. Palos Altos ligger uppe på en höjd. Runt Palos Altos är det glesbefolkat, med 12 invånare per kvadratkilometer. Närmaste större samhälle är Pocitos del Balcón, 10,8 km nordväst om Palos Altos. I omgivningarna runt Palos Altos växer i huvudsak blandskog.